# 小城ノ花正昭
小城ノ花 正昭（おぎのはな まさあき、1935年11月29日 - 2006年12月16日）は、佐賀県小城郡三日月村（現・同県小城市）出身で、出羽海部屋に所属した大相撲力士。本名は本村 正昭（もとむら まさあき）→小岩井 正昭（こいわい -）。最高位は西関脇（1962年11月場所、1963年1月場所、同年3月場所）。現役時代の体格は174cm、124kg。得意手は左四つ、寄り、下手投げ。

## 来歴・人物
実家は農家。三日月村立三日月中学校を卒業後は、家業に従事していた。
父が大の相撲好きだった事もあり、以前よりその勧めで度々、地元の村相撲に参加していたという。
16歳の時に出羽海部屋へ入門し、1952年1月場所で初土俵を踏んだ。
以来、比較的順調に出世し、1957年11月場所で新入幕を果たした。
入幕後しばらくは幕内下位にいたが、徐々に番付を上げていった。東前頭2枚目の地位に在った1960年9月場所では、横綱・朝潮らを破る活躍を見せて9勝6敗と勝ち越し、初の三賞（殊勲賞）を受賞。翌11月場所では、新三役（小結）に昇進した。
同場所では7勝8敗と惜しくも負け越したが、その後は幕内上位に定着していった。1962年11月場所では、最高位となる西関脇に昇進し、9勝6敗と勝ち越して技能賞を受賞している。
小柄で非力だったが体は柔軟で前捌きが巧く、左四つからの寄り、投げが武器であった。玄人受けする相撲で千代の山が引退し佐田の山が頭角を現すまでの、出羽海部屋を支える役割を果たした。
1967年5月場所限りで引退後は、高崎親方として後進の指導に当たり、父と同じく相撲の道に進んだ長男の昭和（小城乃花、現・11代出羽海親方）と次男の康年（小城錦、現・中立親方）の兄弟は揃って幕内力士となった。
2000年、停年退職を目前に、長男である準年寄・小城乃花に年寄名跡・高崎を譲って退職。
頭髪が天然パーマであり、床山は大銀杏を結うのに苦労したという。
2006年12月16日午後5時50分、肝臓癌のため東京都墨田区の次男の自宅で逝去した。享年71。

## 略歴
- 1952年…出羽海部屋に入門し、この年の1月場所で初土俵を踏む。
- 1952年5月場所…郷里の地名と師匠（元横綱・常ノ花）の現役名に因んだ、「小城ノ花」の四股名で序二段に付く。
- 1955年5月場所…幕下に昇進。
- 1957年3月場所…西幕下4枚目の地位で8勝0敗と好成績を残し、幕下優勝を遂げる。
- 1957年5月場所…新十両。12勝3敗と、大きく勝ち越す。
- 1957年9月場所…十両2場所目。前場所と同じく12勝3敗と好成績を挙げ、翌場所での新入幕を確定させる。
- 1957年11月場所…新入幕。
- 1960年9月場所…東前頭2枚目の地位で、大関・若羽黒や横綱・朝潮らを破って9勝6敗と勝ち越し、殊勲賞を受賞。
- 1960年11月場所…初の三役となる、東張出小結に昇進。大関・柏戸を降すなど健闘したが、7勝8敗と惜しくも負け越す。
- 1961年11月場所…西前頭筆頭で横綱・朝潮や大関・琴ヶ濱らを破り8勝7敗と勝ち越すも、番付運に恵まれず、次場所での三役復帰を逸する。
- 1962年9月場所…西前頭4枚目の地位で、10勝5敗と二桁勝利を挙げる。
- 1962年11月場所…自己最高位となる、西関脇に昇進。横綱・柏戸や関脇・豊山を降すなど9勝6敗と勝ち越し、技能賞を受賞。
- 1963年3月場所…関脇3場所目。7日目から黒星を重ね続け、結局、4勝11敗と大敗を喫する。
- 1963年11月場所…地位は西前頭2枚目。柏戸から金星を挙げるも、5勝10敗と大きく負け越す。
- 1966年9月場所…西前頭15枚目で3勝12敗と大敗し、新入幕以来9年に亘って維持した幕内の座から陥落する事が確定する。
- 1967年3月場所…東十両8枚目の地位で、7勝8敗と負け越す。同場所後、「番付削減」が敢行された煽りを受けて、次場所での幕下陥落が決定。
- 1967年5月場所…東幕下2枚目に在ったが、初日から休場。場所後に引退を表明し、年寄・高崎を襲名する。

## 主な戦績
- 通算成績：522勝521敗9休 勝率.501
- 幕内成績：387勝422敗1休 勝率.478
- 現役在位：80場所
- 幕内在位：54場所
- 三役在位：4場所（関脇3場所、小結1場所）
- 三賞：2回
  - 殊勲賞：1回（1960年9月場所）
  - 技能賞：1回（1962年11月場所）
- 雷電賞：1回（1964年3月場所）
- 金星：3個（朝潮2個、柏戸1個）
- 各段優勝
  - 幕下優勝：1回（1957年3月場所）

### 場所別成績
| | 一月場所 初場所（東京） | 三月場所 春場所（大阪） | 五月場所 夏場所（東京） | 七月場所 名古屋場所（愛知） | 九月場所 秋場所（東京） | 十一月場所 九州場所（福岡） |
| --- | ----------------------- | ----------------------- | ----------------------- | --------------------------- | ----------------------- | --------------------------- |
| 1952年 （昭和27年） | 東新序 2–1              | x                       | 東序二段22枚目 6–2      | x                           | 西三段目45枚目 3–5      | x                           |
| 1953年 （昭和28年） | 東三段目45枚目 4–4      | 西三段目41枚目 5–3      | 西三段目29枚目 2–6      | x                           | 東三段目36枚目 3–5      | x                           |
| 1954年 （昭和29年） | 東三段目39枚目 4–4      | 東三段目31枚目 6–2      | 東三段目11枚目 3–5      | x                           | 西三段目13枚目 3–5      | x                           |
| 1955年 （昭和30年） | 西三段目18枚目 4–4      | 東三段目13枚目 5–3      | 西幕下58枚目 6–2        | x                           | 東幕下39枚目 7–1        | x                           |
| 1956年 （昭和31年） | 西幕下18枚目 5–2–1      | 西幕下11枚目 5–3        | 西幕下5枚目 5–3         | x                           | 東幕下4枚目 3–5         | x                           |
| 1957年 （昭和32年） | 東幕下6枚目 4–4         | 西幕下4枚目 優勝 8–0    | 西十両12枚目 12–3       | x                           | 西十両4枚目 12–3        | 東前頭18枚目 7–8            |
| 1958年 （昭和33年） | 東前頭19枚目 7–8        | 東前頭21枚目 8–7        | 西前頭16枚目 9–6        | 東前頭11枚目 6–9            | 西前頭14枚目 8–7        | 東前頭13枚目 9–6            |
| 1959年 （昭和34年） | 西前頭9枚目 10–5        | 東前頭5枚目 3–12        | 東前頭14枚目 9–6        | 東前頭11枚目 7–8            | 東前頭12枚目 9–6        | 西前頭6枚目 6–9             |
| 1960年 （昭和35年） | 西前頭9枚目 9–6         | 西前頭6枚目 7–8         | 西前頭8枚目 8–6–1       | 東前頭6枚目 8–7             | 東前頭2枚目 9–6 殊★     | 東張出小結 7–8              |
| 1961年 （昭和36年） | 西前頭筆頭 5–10         | 西前頭5枚目 6–9         | 西前頭7枚目 6–9         | 東前頭11枚目 9–6            | 西前頭5枚目 10–5        | 西前頭筆頭 8–7 ★            |
| 1962年 （昭和37年） | 東前頭筆頭 7–8          | 東前頭2枚目 6–9         | 西前頭3枚目 8–7         | 東前頭2枚目 6–9             | 西前頭4枚目 10–5        | 西関脇 9–6 技               |
| 1963年 （昭和38年） | 西関脇 8–7              | 西関脇 4–11             | 東前頭4枚目 8–7         | 西前頭筆頭 6–9              | 西前頭2枚目 7–8         | 西前頭2枚目 5–10 ★          |
| 1964年 （昭和39年） | 西前頭6枚目 7–8         | 東前頭7枚目 11–4        | 東前頭筆頭 3–12         | 西前頭7枚目 4–11            | 東前頭13枚目 9–6        | 東前頭9枚目 6–9             |
| 1965年 （昭和40年） | 西前頭11枚目 7–8        | 西前頭12枚目 9–6        | 東前頭7枚目 6–9         | 東前頭9枚目 6–9             | 東前頭12枚目 9–6        | 東前頭6枚目 4–11            |
| 1966年 （昭和41年） | 東前頭15枚目 8–7        | 東前頭13枚目 8–7        | 東前頭12枚目 7–8        | 東前頭13枚目 6–9            | 西前頭15枚目 3–12       | 東十両7枚目 5–10            |
| 1967年 （昭和42年） | 西十両12枚目 8–7        | 東十両8枚目 7–8         | 東幕下2枚目 引退 0–0–7  | x                           | x                       | x                           |
| 各欄の数字は、「勝ち-負け-休場」を示す。 優勝 引退 休場 十両 幕下 三賞：敢=敢闘賞、殊=殊勲賞、技=技能賞 その他：★=金星 番付階級：幕内 - 十両 - 幕下 - 三段目 - 序二段 - 序ノ口 幕内序列：横綱 - 大関 - 関脇 - 小結 - 前頭（「#数字」は各位内の序列） |                         |                         |                         |                             |                         |                             |

### 幕内対戦成績
| 力士名       | 勝数 | 負数 | 力士名 | 勝数 | 負数 | 力士名         | 勝数 | 負数 | 力士名 | 勝数 | 負数 |
| ------------ | ---- | ---- | ------ | ---- | ---- | -------------- | ---- | ---- | ------ | ---- | ---- |
| 青ノ里       | 10   | 23   | 朝岡   | 0    | 1    | 朝潮(米川)     | 2    | 3    | 浅瀬川 | 2    | 0    |
| 東海         | 1    | 0    | 愛宕山 | 4    | 6    | 天津風         | 7    | 2    | 天津灘 | 2    | 0    |
| 荒岐山       | 2    | 0    | 荒波   | 6    | 1    | 泉洋           | 2    | 8    | 岩風   | 13   | 10   |
| 宇多川       | 11   | 4    | 及川   | 4    | 8    | 追風山         | 2    | 3    | 扇山   | 3    | 2    |
| 大内山       | 1    | 0    | 大瀬川 | 1    | 3    | 大田山         | 1    | 0    | 海山   | 9    | 7    |
| 開隆山       | 5    | 10   | 柏戸   | 3    | 9    | 北ノ國         | 4    | 3    | 北の洋 | 4    | 1    |
| 北葉山       | 5    | 18   | 君錦   | 4    | 9    | 清恵波         | 2    | 1    | 清國   | 0    | 1    |
| 清勢川       | 4    | 0    | 鬼竜川 | 5    | 1    | 麒麟児         | 2    | 1    | 国登   | 2    | 4    |
| 栗家山       | 2    | 0    | 鯉の勢 | 2    | 3    | 高鐵山         | 4    | 2    | 琴ヶ濱 | 2    | 7    |
| 逆鉾         | 0    | 1    | 沢光   | 4    | 1    | 潮錦           | 5    | 4    | 嶋錦   | 2    | 4    |
| 新川(玉響)   | 5    | 5    | 大豪   | 12   | 14   | 大心           | 2    | 2    | 大鵬   | 1    | 19   |
| 大雄         | 0    | 3    | 高錦   | 4    | 1    | 玉嵐           | 4(1) | 3    | 玉乃海 | 3    | 3    |
| 玉乃島       | 1    | 2    | 鶴ヶ嶺 | 7    | 18   | 天水山         | 1    | 0    | 時津山 | 4    | 2    |
| 時錦         | 3    | 0    | 栃王山 | 1    | 2    | 豊國           | 8    | 8(1) | 豊ノ海 | 1    | 0    |
| 白龍山       | 2    | 0    | 羽黒川 | 8    | 10   | 羽黒山         | 7    | 16   | 長谷川 | 1    | 1    |
| 花光         | 2    | 4    | 羽子錦 | 4    | 2    | 緋縅           | 1    | 0    | 廣川   | 8    | 3    |
| 広瀬川       | 0    | 2    | 福乃海 | 2    | 2    | 福乃里         | 1    | 0    | 房錦   | 9    | 10   |
| 富士錦       | 10   | 8    | 双ツ龍 | 2    | 1    | 星甲           | 3    | 0    | 前ヶ潮 | 0    | 1    |
| 前田川       | 6    | 6    | 前の山 | 0    | 1    | 前ノ山(佐田岬) | 3    | 2    | 松登   | 5    | 0    |
| 宮錦         | 8    | 1    | 宮ノ花 | 1    | 0    | 宮柱           | 1    | 0    | 明武谷 | 5    | 11   |
| 豊山         | 3    | 12   | 芳野嶺 | 1    | 2    | 若駒           | 1    | 0    | 若杉山 | 6    | 6    |
| 若瀬川       | 0    | 1    | 若秩父 | 18   | 7    | 若天龍         | 6    | 4    | 若浪   | 12   | 8    |
| 若鳴門       | 4    | 2    | 若ノ海 | 7    | 7(1) | 若ノ國         | 5    | 3    | 若乃洲 | 2    | 5    |
| 若乃花(初代) | 1(1) | 7    | 若羽黒 | 9    | 12   | 若葉山         | 5    | 5    | 若二瀬 | 1    | 1    |
| 若前田       | 5    | 4    | 若見山 | 2    | 6    |                |      |      |        |      |      |

## 改名歴
- 小城ノ花 正昭（おぎのはな まさあき）1952年1月場所-1967年5月場所

## 年寄変遷
- 高崎 政昭（たかさき まさあき、1967年5月-2000年7月（退職））